# Steve Berry (Musiker)
Stephen John „Steve“ Berry  (* 24. August 1957 in Gosport, England)  ist ein  britischer Bassist und Cellist des Modern Creative.
Steve Berrys Großvater war Schlagzeuger in einer Dixieland-Band. Er studierte 1983/84 an der Guildhall School of Music und arbeitete mit lokalen Bands, bevor er 1984 Gründungsmitglied der Big Band Loose Tubes wurde. Er schrieb für das Bandprojekt einige Kompositionen und Arrangements. Von 1987 bis 1991 hatte er ein Trio mit Mark Lockheart und Peter Fairclough; sein Album Trio wurde 1998 von The Guardian zu den zehn besten Alben des Jahres gezählt. 1991 und erneut 1997 arbeitete er in Mike Westbrooks Big Band (The Orchestra of Smith's Academy sowie Glad Day). Seit 1997 arbeitet er mit der Formation Jam Factory. Berry wirkte auch an Aufnahmen von Django Bates (als Cellist), Ian Carr, Nikki Iles, Billy Jenkins mit und ist außerdem als Musikpädagoge für Bass- und Cellospiel tätig, am  Royal Northern College of Music und am Liverpool Institute of Performing Arts, außerdem in Improvisations-Workshops. 
Steve Berry ist nicht mit dem Bass-Posaunisten gleichen Namens zu verwechseln, der bei Ernest Dawkins, den Shadow Vignettes und Malachi Thompson spielte.

## Diskographische Hinweise
- Trio (1988)
- Snap - Foolish Hearts (1997, ed. 2003)
- Red Sky (1999)
- Vox Jam (2000)
- Fortune Heights (2003)
- In an Ideal World (2004)